# Académie palatine

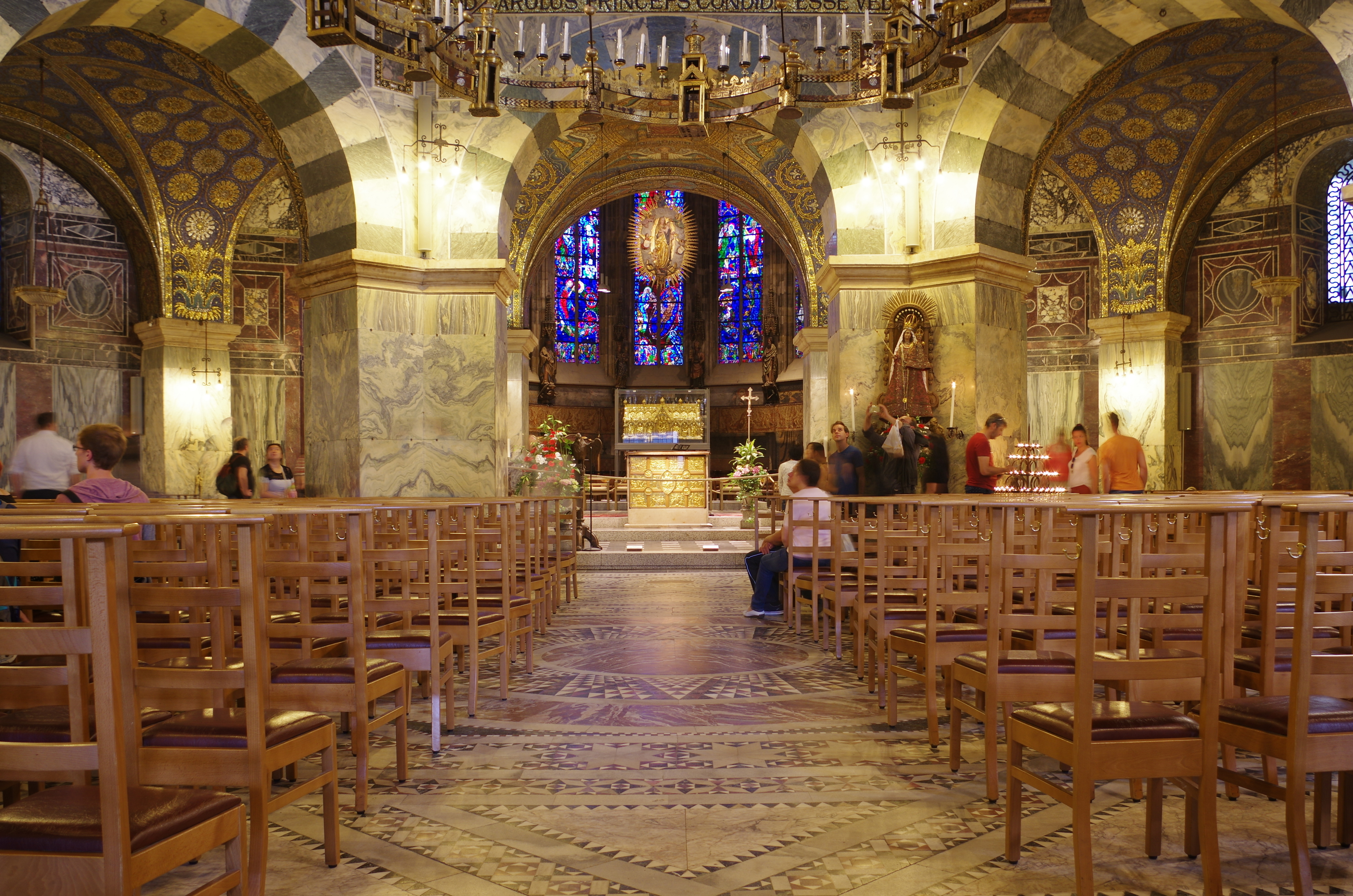
Vue intérieure de la chapelle palatine d'Aix-la-Chapelle (Aquisgranum / Aachen), commencée vers 792 et achevée en 805

Académie palatine est le nom qui a été donné par les Modernes à un cercle de lettrés dont s'entourait le roi des Francs, puis empereur d'Occident, Charlemagne. Ce groupe fut longtemps animé par le poète, savant et théologien Alcuin († 804), à qui l'on attribue traditionnellement l'initiative de sa fondation, en (ou vers) 782. La dénomination « académie palatine » n'est pas synonyme d'« école palatine » (en latin schola palatii), expression qui est, quant à elle, attestée dans les sources, mais désigne le complexe scolaire d'Aix-la-Chapelle où l'élite franque faisait instruire ses enfants, des études primaires jusqu'aux études supérieures : il importe donc de bien distinguer entre la très réelle école du Palais et la très idéale (pour ne pas dire onirique) « académie palatine », même si l'on retrouve les enseignants du Palais parmi les membres du cénacle de Charles.

## Présentation
La locution « académie palatine » n’apparaît en fait qu’à la fin du XVIIIe siècle. Elle pourrait sembler fondée, à première vue, puisqu'elle repose sur deux lettres d'Alcuin à Charlemagne, ou plutôt d'« Albinus Flaccus » au « roi David ». Dans la première (la plus souvent alléguée), qui porte le n° 170 et date de la fin du mois de mars 799, on lit : « Si un très grand nombre de gens suivait le programme d'études vers lequel tendent vos efforts, une nouvelle Athènes s'élaborerait peut-être en Francie. Que dis-je "nouvelle" ? Une Athènes encore bien plus distinguée que l'ancienne ! Car, ennoblie par le magistère du Seigneur Christ, la nôtre surpasse toute la sagesse de l'entraînement académique (omnem achademicae exercitationis superat sapientiam). L'ancienne, qui n'avait eu pour se dégrossir que les disciplines de Platon, tira son éclat de la formation par les sept arts libéraux ; la nôtre, enrichie de surcroît par la plénitude septiforme de l'Esprit saint, s'élève plus haut que toutes les compétences de la sagesse profane ». Ce texte subtil, cité (et trahi !) d'innombrables fois, introduit une idée qui eut un grand succès au Moyen Âge et au-delà, celle de la translatio studii ou « transfert des études », mais notons qu'Athènes est plus ici une métaphore qu'une réalité : ce qu'Alcuin célèbre dans ces lignes, au moyen d'une analogie frappante, n'est point la renaissance de la sagesse hellénique, mais la naissance d'une nouvelle culture supérieure à celle de la Grèce parce qu'elle est d'inspiration chrétienne. Alcuin conçoit plutôt celle « nouvelle Athènes » — et cela, dès avant le couronnement impérial par Léon III à la Noël de l'an 800 —, comme la quintessence intellectuelle de la « seconde Rome » idéale que doit être Aix-la-Chapelle, par imitation non pas de l'Urbs antique et païenne, mais de la Rome chrétienne de Constantin et de Théodose ; dans le même sens, mais en allant plus loin, certains de ses confrères poètes n'hésitèrent pas à faire de Charlemagne un « nouvel Énée ». Le second texte pertinent d'Alcuin est un passage de la Lettre 308, adressée à Charles entre 801 et 804. L'adjectif ac(h)ademicus y reparaît, sous une forme substantivée et non sans une pointe d'ironie : « ... Vous nous demandez de faire éplucher par vos Académiciens des questions portant sur l'Évangile ». Explicitement emprunté à l'Académie de Platon, le terme academicus est donc appliqué par Alcuin à une élite de lettrés constituée autour du souverain franc. Le premier des deux passages cités exprime l'admiration sincère, quoique relative, du docte Anglais pour la discipline intellectuelle de la Grèce antique ; le second, malgré une touche d'humour, ne dément pas l'impression produite par le précédent. Alcuin est, somme toute, un bon témoin de la révérence carolingienne envers la culture « classique ». Notker le Bègue, en 885, affirmera, quant à lui, que le travail d'Alcuin auprès de Charlemagne a fait des Francs les égaux des Romains et des Athéniens. Reste à savoir si l'infatigable « Albin » pensait vraiment que son ambition se réalisait dans le cercle savant de la cour de Charles, où il fut présent de 782 environ à 790 (date de son retour temporaire en Angleterre), puis de 793 à 796 (date à laquelle il fut nommé abbé de Saint-Martin de Tours).
Certains historiens, surtout à l'époque romantique, ont imaginé la prétendue « académie palatine » comme une institution présidée et fondée par Charlemagne en personne, et qui était destinée à devenir la matrice de toutes les académies occidentales ultérieures. Il s'agit là d'une vision anachronique, plus ou moins consciemment influencée par le fonctionnement des académies modernes (Académie française ; académies italiennes ou allemandes) ; ce cliché est encore bien vivant dans la littérature de vulgarisation et même chez un nombre non négligeable d'historiens. En réalité, la société de lettrés qui entourait Charles ne possédait aucune structure formelle et rien qui ressemblât, de près ou de loin, à des « statuts ». Elle continuait la tradition de l'entourage érudit de savants et de poètes gravitant autour des hauts dignitaires des temps impériaux, puis à leur exemple autour des rois « barbares » romanisés, austrasiens et francs de la première race — comme celle de Clotaire II ou de Dagobert Ier, auquel on a aussi attribué la création d'une académie —, car, ne l'oublions pas, Charlemagne, non plus que ces prédécesseurs qu'il convenait de surpasser, n'était pas un chevalier fier-à-bras et inculte du XIIe siècle, selon l'image déformée qu'ont laissée de lui dans les imaginations les chansons de gestes et les romans courtois écrits quatre siècles plus tard, mais un patrice romain de l'Antiquité tardive. La vocation du cénacle palatin à la discussion esthétique, théologique ou même philosophique, n'interdit pas de le comparer à la fois à un club anglo-saxon de l'ère victorienne, à un cercle chevaleresque et à un « salon » mondain de l'Ancien Régime, tous ces aspects se mêlant dans un esprit courtisan prompt à rendre hommage au génie tutélaire qu'était Charlemagne.

### Pseudonymes et surnoms
Les membres de ce cénacle prirent pour la plupart un pseudonyme assimilant son porteur à un poète classique, à un personnage littéraire, à une figure biblique (de l'Ancien ou du Nouveau Testament), à un(e) saint(e) ou à un grand homme de l'histoire profane. Ainsi, Charlemagne n'est guère appelé autrement que « le roi David », un surnom qu'on peut juger essentiellement politique, mais à condition de ne pas oublier que David, en tant qu'auteur supposé des psaumes, était aussi un poète archétypal. Les autres « académiciens » et les proches de Charles dont le pseudonyme savant nous est connu avec certitude sont, pour la période allant de 782 à 814 :
- Adalard de Corbie : Antoine et/ou Augustin[20].
- Alcuin : Flaccus (cognomen du poète Horace).
- Amalaire de Metz : Symphosius (poète latin de l'Antiquité tardive, auteur d'un recueil d'énigmes).
- Angilbert : Homère.
- Audulf, écuyer tranchant (« préposé à la table du roi ») : Menalcas (nom de berger virgilien).
- Beornrad d'Echternach : Samuel.
- Cadac l'Irlandais : André.
- Eberhard alias Eppinus, échanson de Charlemagne : Nemias, i.e. Néhémie, prophète qui fut échanson d'Artaxerxés (Neh 2, 1).
- Éginhard : Beselel (i.e. Béséléel, l'architecte en chef du Tabernacle selon Exode 31, 2).
- Fridugise : Nathanaël (disciple de Jésus).
- Gisèle ou Gisla, fille de Charlemagne : Délie (amante de Tibulle).
- Gisèle ou Gisla, sœur de Charlemagne et abbesse : Lucie.
- Gondrade, cousine de Charlemagne et abbesse : Eulalie.
- Hildebold de Cologne : Aaron.
- Meginfred (ou Meginfrid), chambrier de Charlemagne : Thyrsis (nom de berger virgilien).
- Modoin d'Autun : Naso (cognomen du poète Ovide).
- Paulin d'Aquilée : Timothée (compagnon de saint Paul).
- Pépin, fils de Charlemagne et roi d'Italie : Jules.
- Raban (Hrabanus) : Maurus (c.a.d. Maur, comme le disciple préféré de saint Benoît de Nursie).
- Richbod (ou Ricbod) de Trèves : Macaire (Macarius ou Macharius)[21].
- Riculf de Mayence : Flavius Damoetas (Damoetas est un berger des Bucoliques de Virgile).
- Rotrude, fille de Charlemagne : Colombe.
- Wala : Arsène.

Si l'on ne sait comment et par qui tous ces pseudonymes ont été donnés (encore que plus d'un indice nous conduise à Alcuin), un examen attentif des sources permet d'en entrevoir la chronologie. La strate la plus ancienne (années 780-793, donc avant l'installation définitive de la Cour à Aix) ne concerne que les lettrés faisant partie du cénacle de Charles, et encore pas tous : dans la liste, Pierre de Pise et Paul Diacre (qui certes ne séjourna à la cour des Francs que de 782 à 786) brillent par leur absence, tout comme Théodulf. Charles, devenu le « roi David », ne semble s'y ajouter qu'à partir de 794. Ensuite, le groupe s'élargit aux lettrés nouveaux venus, mais aussi à une série de personnages non « académiques » : parents du roi, officiers palatins (chambrier, échanson, écuyer tranchant...). Les pseudonymes ne correspondent donc pas strictement aux membres du cénacle ; la condition pour en mériter un était autre. Fleckenstein — dont la brève enquête, malgré quelques légères inexactitudes, éclaire bien le sujet —, a supposé que le pseudonyme savant était réservé à un cercle étroit d'amis ou de familiers du souverain, selon une conception de l'amicitia qui avait une place importante dans l'idéologie carolingienne. Ce nom codé servait à délimiter une sorte de petite secte d'initiés rendus égaux par une désignation nouvelle et une proximité privilégiée avec le souverain. On s'expliquerait ainsi l'absence curieuse, parmi les gens à pseudonymes, de personnages fort importants, mais dont les rapports personnels avec Charlemagne n'étaient pas étroits, ou pas affectivement satisfaisants. Ajoutons que ces noms codés, loin d'être toujours transparents, semblent posséder parfois un double sens. Ce petit jeu ésotérique accessible seulement à des doctes bilingues (maîtrisant le latin et bien sûr leur éventuelle langue vernaculaire d'origine) relevait pratiquement de la devinette ou plutôt de sa version savante, l'énigme, genre littéraire fort à la mode pendant le Haut Moyen Âge anglais et plus tard dans les cours royales de l'Occident médiéval, et qui valut même à un des membres de l'« Académie palatine » post-alcuinienne, Amalaire de Metz, son pseudonyme de Symphosius (nom d'un poète énigmatiste de l'Antiquité tardive), renvoyant probablement à son goût pour l'interprétation allégorique. L'intérêt d'Alcuin lui-même pour les énigmes s'est manifesté dans un texte de lui que l'on cite souvent, à savoir la Disputatio Pippini cum Albino. Ces jeux pour initiés ont parfois gardé leur mystère, et l'érudition moderne peine à identifier certains des individus que désignent ces « noms de guerre ».
Curieusement, aucun pseudonyme n'est connu pour la figure la plus influente du cercle après Alcuin, à savoir Théodulf, qui n'en avait probablement pas, en dépit de son éminente stature intellectuelle ; le pseudonyme « Pindare », si souvent mentionné (mais sans référence, et pour cause) dans les études modernes, n'est qu'une fiction gratuite de Friedrich Lorentz (1829).
La présence, parmi les porteurs de pseudonymes, de plusieurs femmes (toutes des parentes de Charles), révèle une ambiance mondaine, d'ailleurs bien perceptible dans le surnom galant donné à Gisèle la Jeune (appelée « Délie », épiclèse de la déesse Diane, mais surtout nom d'une des maîtresses du poète élégiaque Tibulle). Il se pourrait en outre que les pseudonymes Columba, Lucia et Eulalia — donnés respectivement à Rotrude, Gisèle l'Aînée et Gondrade — fussent délibérément équivoques et renvoyassent à la fois au monde sacré (pour faire plaisir à Alcuin) et au monde profane (parce qu'il faut aussi vivre, si possible). Ils peuvent certes désigner trois célèbres vierges martyres (suppliciées respectivement à Sens, à Syracuse et à Mérida et/ou Barcelone), et le premier suggèrera sans doute le Saint-Esprit à une âme pieuse. Mais columba est aussi en latin un appellatif tendre, voire érotique : l'oiseau était associé à la déesse Vénus et son nom servait volontiers à désigner l'être aimé, jusque dans la Bible avec le Cantique des Cantiques (4, 1 ; 5, 2 ; 6, 8). Alcuin lui-même exhorte son jeune disciple Fridugise à ne pas laisser venir à sa fenêtre les « colombes couronnées qui volent à travers les chambres du Palais » . Que le terme soit appliqué à la princesse Rotrude ne doit pas surprendre quand on connaît l'inconduite des filles du souverain, signalée par Éginhard avec un mélange de franchise et de tact. Le surnom Lucia semble assimiler Gisèle, sœur de Charlemagne et abbesse de Chelles, à la vierge martyre de Syracuse, mais conviendrait également à une dame au visage lumineux ou aux yeux brillants. Quant au nom Eulalia donné à la royale cousine Gondrade, il peut tout autant faire référence à la sainte espagnole chantée par Prudence, que désigner de manière pédante « celle qui parle bien » (grec εὖ λαλεῖν), dans une appellation n'ayant rien d'indécent pour une abbesse.
Précisons enfin que ces pseudonymes littéraires ou doctes pouvaient, à l'occasion, s'ajouter à des surnoms plus familiers. Certains personnages eurent un surnom mais pas de pseudonyme. Tel est le cas de : Adalbert de Ferrières surnommé Magus (« le magicien » [?], ou allusion à son hypothétique patrie Maguntia / Mayence ?) ; Arn de Salzbourg appelé Aquila (« l'Aigle ») parce que son nom, en vieil allemand mais aussi en vieil anglais, veut dire « aigle de mer » ; Higbald ou Hygbald de Lindisfarne (selon l'ancienne identification) ou bien Unuuona de Leicester (selon une hypothèse récente), devenu Speratus, « l'Espéré » ; Théodulf, que l'on nomma (ou qui se nomma) Geta, « le Goth », à cause de ses origines ; Witto ou Wizo alias Candidus. D'autres cumulaient surnom et pseudonyme. Ainsi, Éginhard alias Beselel (voir plus haut) avait en outre pour sobriquet Nardus (par aphérèse du nom complet Eginhardus ou Einhardus) ou son diminutif Nardulus, ce dernier faisant allusion à la petite taille de l'intéressé. Dans un autre esprit, Alcuin alias Flaccus (c'est-à-dire Horace) avait modifié son nom courant Alcuinus — qui, même latinisé, rappelait encore trop le vieil anglais Alcwin — en Albinus (de l'adjectif albus, « blanc »), de consonance bien latine et qui pouvait, par surcroît, faire allusion à la pâleur de son teint.

### Membres
Outre Charlemagne, et abstraction faite de la famille de celui-ci et des domestiques composant sa suite, le cercle que l'on appelle un peu abusivement « académie palatine » comptait parmi ses membres (liste non exhaustive) : Adalbert de Ferrières, Adalhard, Alcuin, Amalaire, Angilbert, Anségise, Arn de Salzbourg, Éginhard, Fridugise, Hildebold, Modoin, Paul Diacre, Paulin d'Aquilée, Pierre de Pise, Raban Maur, Richbod, Riculf, Théodulf, Wala et les Irlandais Cadac, Clément, Dungal et Witto.

### Activités

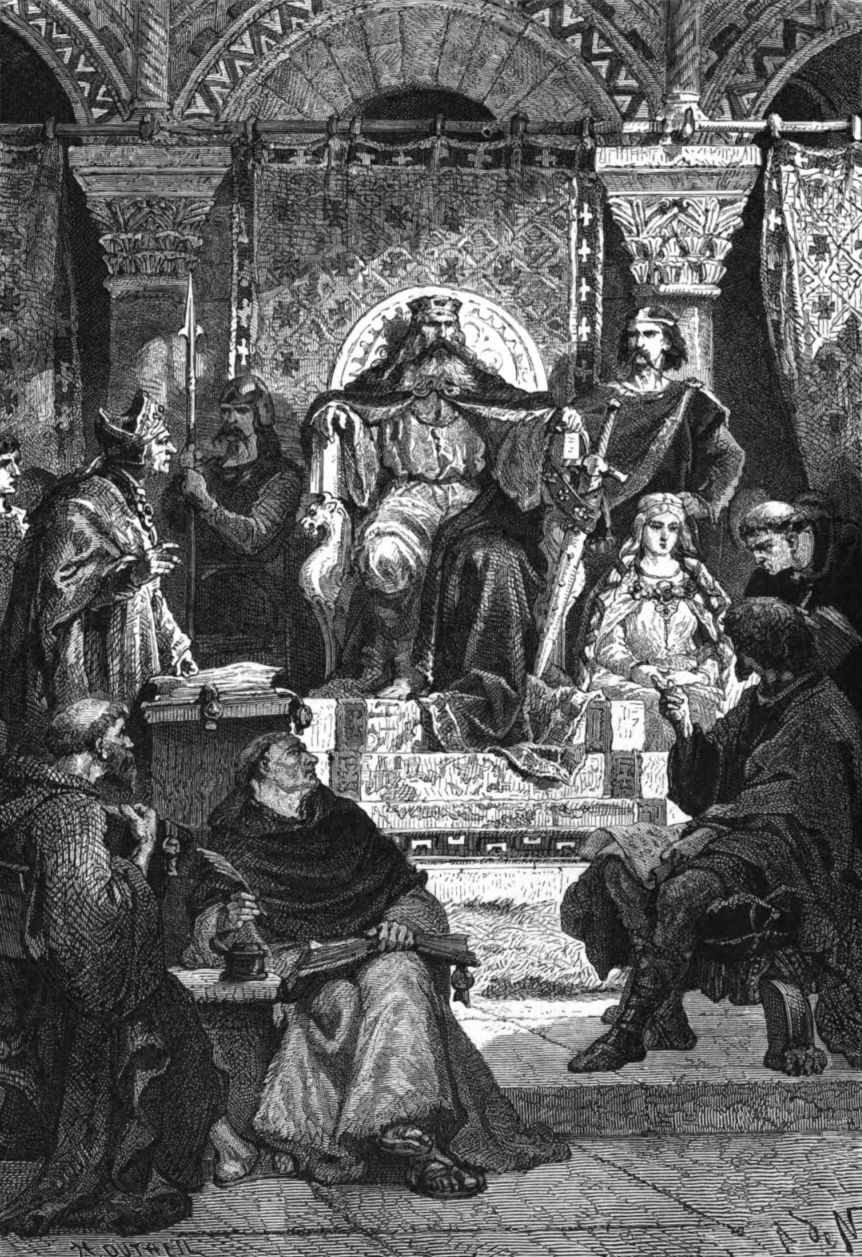
Charlemagne présidant l'académie du palais. Illustration d'Alphonse de Neuville pour l'ouvrage L'histoire de France : depuis les temps les plus reculés jusqu'en 1789, racontée à mes petits-enfants de François Guizot

Les activités littéraires de l’« académie » s'organisaient autour de Charlemagne, pour l'essentiel (quand le souverain ne voyageait pas) dans le palais d'Aix-la-Chapelle à partir du moment où Charles établit là sa résidence définitive (794), mais pas forcément dans un bâtiment précis : Charles aimait à discuter avec Alcuin en prenant des bains chauds, mais aussi à entendre lire des œuvres de saint Augustin pendant ses repas (Éginhard, Vita Karoli, 24).
On ne saurait définir avec précision les « études » qui occupèrent les membres du cercle, ni même être certain de leur caractère collectif. Aucun programme ni aucun « calendrier » de sessions ne paraissent avoir été fixés, faute d'un président réel, fonction que n'exercèrent ni le fondateur Alcuin, ni son hypothétique successeur Clément l'Irlandais. La langue de la conversation était le latin, et le latin seul. Charlemagne ne devait utiliser sa langue maternelle, qui était le vieux francique rhénan, qu'avec ses proches ou les moins instruits des Francs. Rappelons que le souverain s'intéressait beaucoup, à titre personnel, à la littérature germanique transmise en « langue tudesque » (lingua Theodisca), au point de faire copier « les très antiques poèmes barbares où étaient chantées l'histoire et les guerres des vieux rois » et même d'ébaucher une grammaire de sa langue maternelle, comme le rapporte Éginhard (Vita Karoli, 29). La lecture à voix haute (recitatio) de poèmes, en particulier celle des dernières compositions des membres, tenait probablement une place importante dans les rencontres, et devait flatter le goût du souverain pour les vers. Mais on parlait aussi d'astronomie (un domaine où Alcuin avait des lumières et qui fut plus tard une des spécialités de Dungal), de théologie et de philosophie. Fridugise composa après 804, pour Charlemagne et peut-être aussi pour l’« académie », un court traité (joint à une lettre) intitulé « Sur la substance des ténèbres et du néant» (De substantia tenebrarum et nihili). Ce curieux opuscule laissa perplexe l'empereur, qui interrogea à ce sujet Dungal dans une brève lettre que nous avons conservée. Les grandes controverses religieuses du moment (Querelle des Images, procession du Saint-Esprit, lutte contre l'adoptianisme espagnol, etc.) étaient certainement matière à débat. Pour nourrir la discussion, on ne devait pas se priver de puiser dans la riche bibliothèque du Palais.
Ce qui a été dit plus haut touchant la liberté des mœurs palatines doit nous mettre en garde contre une perception trop purement intellectuelle de l'« académie » caroline. Les occupations de nos porteurs (et porteuses) de pseudonymes pourraient bien, en effet, avoir relevé tout autant du divertissement de cour et du « jeu de masques » — ou plus exactement du théâtre — que des débats d'un salon littéraire ou philosophique. Le cénacle n'avait rien d'un cloître, dans ce comitatus d'Aix-la-Chapelle dont la vie quotidienne, entre parties de chasse et jacuzzi, ressemblait plus à celle de la cour impériale de Rome au temps de Trajan ou d'Hadrien qu'au régime austère des moines de Corbie ou de Saint-Martin de Tours. Les nombreuses filles de Charlemagne étaient non seulement ravissantes (Éginhard en témoigne), mais encore peu farouches (comme le laisse entendre le même biographe, qui fait écho, trente ans plus tard, à l'avertissement précité d'Alcuin). Il y a lieu de croire que ces colombes couronnées s'employaient avec diligence à égayer les études de nos lettrés. On passait aisément du Salon à l'alcôve : c'est ainsi que l'Homère du Nord, Angilbert, vécut deux ans en concubinage avec la princesse Berthe, péché dont il finit par se repentir (il quitta la cour, comme on sait, pour devenir abbé de Centula / Saint-Riquier), mais seulement après avoir engendré de la sorte deux fils, nommés plaisamment Hartnid et Nithard (ce dernier n'étant autre que le futur comte et historien, sans qui nous n'aurions pas le texte des Serments de Strasbourg). Comment faire comprendre que l'Académie Palatine n'a jamais existé à ceux qui lui doivent l'existence ? Qu'il nous soit donc permis de conclure l'exposé par une formule de l'Exultet attribuée faussement, mais selon une tradition vénérable, à saint Augustin, l'auteur favori de l'« empereur à la barbe fleurie » : Felix culpa !